# 金蛹寶螺
金蛹寶螺（学名：Cypraea childreni）为寶螺科寶螺屬下的一个种。